# 佩納蒙 (密蘇里州)
佩納蒙（英語：Penermon）是位於美國密蘇里州斯托達德縣的村。

## 人口
根據2020年美國人口普查的數據，佩納蒙的面積為0.55平方千米，皆為陸地。當地共有人口51人，而人口密度為每平方千米93人。